# Molineuf
Molineuf est une commune historique du Loir-et-Cher (région Centre-Val de Loire), reléguée au statut de commune déléguée depuis la fusion administrative avec Orchaise en 2016 afin de créer la commune nouvelle de Valencisse, dont Molineuf est le chef-lieu.

## Géographie

### Localisation
Limitrophe de la forêt domaniale de Blois, Molineuf est située sur les bords de la Cisse, qui serpente du plateau céréalier de la Beauce jusqu'aux coteaux couverts de vignobles qui dominent la Loire aux portes de la Touraine.
Les communes limitrophes sont Blois, Saint-Lubin-en-Vergonnois, Saint-Sulpice-de-Pommeray, Chambon-sur-Cisse, Orchaise (ces deux dernières étant également déléguées de Valencisse), Chouzy-sur-Cisse et Coulanges (déléguées quant à elles de Valloire-sur-Cisse).
La gare ferroviaire la plus proche de Molineuf est la gare de Chouzy (Valloire-sur-Cisse), située à 6,8 km à vol d'oiseau.

### Hydrographie
La Cisse sépare Molineuf de la commune déléguée d'Orchaise, qui fait également partie de Valencisse depuis 2016.

### Lieux-dits
- L'Abbaye,
- Les Auvernas,
- Les Blossières,
- Bury,
- La Chambaudière,
- L'Enfer,
- Le Paradis,
- Le Purgatoire,
- Les Tirons (ou Tisons).

## Toponymie

### Nom actuel
Le nom de l'actuelle commune déléguée de Molineuf est une contraction de l'expression « moulin neuf », les moulins ayant été nombreux sur la Cisse au Moyen Âge.

### Évolution du nom de la commune
D'abord appelé Saint-Secondin du nom de l'église éponyme, le nom du village évolua progressivement vers Saint-Secondin-des-Vignes en honneur à l'activité viticole qui a constitué la fierté du village au Moyen Âge.
Sous la Révolution, la volonté de déchristianiser la société française requiert un changement du toponyme : par délibération du conseil général de la commune, et en application du décret du 25 vendémiaire an II (16 octobre 1793), la commune nouvellement créée fut temporairement renommée Molineuf, avant de revenir à Saint-Secondin en 1801.
C'est en 1913 que la commune adoptera définitivement le nom de Molineuf, en vertu du décret du 28 juin de la même année. À ce titre, Molineuf figurait (jusqu'en 2016), avec Montoire-sur-le-Loir, parmi les seules communes à avoir conservé son nom révolutionnaire au sein du Loir-et-Cher (et la seule à l'avoir conservé tel que décrété en 1793).
Ce processus toponymique, passant d'un hagiotoponyme à un toponyme composé d'un nom et d'un adjectif, est l'absolu contraire de ce qu'il s'est passé à la commune de Saint-Viâtre (également en Loir-et-Cher), auparavant nommée Tremblevif jusqu'en 1854.

## Histoire

### Antiquité
À l’origine, le territoire de Molineuf était couvert de forêts, avec la forêt de Blois sur la rive gauche de la Cisse, et la forêt des Blémars sur sa rive droite.

### Moyen Âge
Molineuf, d'abord appelé Saint-Secondin, apparaît dans les archives pour la première fois en 1080, lorsqu'un certain chevalier Gervais de Vendôme en cède la propriété aux moines de l'abbaye de Marmoutier, dont le comte de Blois est propriétaire depuis plus d'un siècle. Les religieux, mandatés de défricher la forêt des Blémars, y fondent alors la paroisse Saint-Secondin.
Rattachée au fief de Bury, l'église fut ravagée dès 1145 lors de l'attaque du vicomte Sulpice II d'Amboise, récemment emancipé du comte d'Anjou et guerroyant contre chacun de ces voisins.
C'est en 1221 que Geoffroy Bourreau, premier seigneur de Bury connu, favorisa la création du prieuré Saint-Laurent-de-Tiron en donnant aux moines de Tiron « une terre située entre Cisse et forêt, et un moulin neuf ». Les moines profitent alors des coteaux du Val de Loire pour cultiver la vigne. Peu à peu, le village adopte le nom de Saint-Secondin-des-Vignes.
En 1356, Bury et le village de Saint-Secondin sont pillés puis occupés par des Gascons, alors alliés aux Anglais lors de la guerre de Cent Ans. Le domaine est libéré en 1365 par le comte Louis II de Blois-Châtillon. Ces neuf années d'occupation ont néanmoins suffit pour laisser un odonyme encore utilisé aujourd'hui : la vallée des Anglais.

### Renaissance et Ancien régime
En 1563, l'église Saint-Secondin est rachetée aux moines par Claude Robertet, alors seigneur de Bury après que son père, le ministre Florimond Robertet, ait racheté en 1511 l'ancienne forteresse pour y construire le premier château de style Renaissance du Val de Loire.
Au XVIIe siècle, le dernier Robertet meurt criblé de dettes. Le château est en ruines, petit à petit pillé par ses propriétaires successifs, et le village est régulièrement saccagé par des hordes de pillards profitant du chaos de la Fronde.

### Depuis la Révolution
Le château étant déjà en ruines et le titre de seigneur de Bury n'existant plus, les tumultes de la Révolution sont plutôt étrangers au village. C'est cependant tout le contraire quant à la révolution industrielle. À l'aube de la Révolution, en 1775, le village comptait pas moins de 50 vignerons qui en faisaient sa fierté nationale. Au XVIIIe siècle, les vignes disparaissent les unes après les autres au profit des habitations qui éclosent de part et d'autre des hameaux de Bury et Molineuf.
Au fil des siècles, le hameau du Moulin Neuf devient Molineuf, et c'est ce nom que la commune portera provisoirement au cours de la Révolution française jusqu'en 1801, avant que Saint-Secondin ne redevienne Molineuf en 1913.
À la fin du XIXe siècle, le développement des routes bouleverse le mode de vie des Molinotiots : au lieu de traverser le pays blésois à pied, une diligence publique à cheval se met en place entre Herbault et Blois. La municipalité de Saint-Secondin est également parvenue à ce que la RN 766 (qui relie Blois à Angers via Château-Renault) passe par Molineuf au lieu de Bury comme initialement prévu.
Lors de la Guerre franco-prussienne, Saint-Secondin est pillée et occupée par les forces allemandes d'octobre 1870 jusqu'à la signature de l'armistice en février 1871.
De 1904 à 1934, c'est au tour du tramway à vapeur de Loir-et-Cher de desservir le village. Molineuf est en effet desservie par une ligne de tramway du Loir-et-Cher reliant Blois à Château-Renault (Indre-et-Loire). Sa station se trouve alors entre celles d'Orchaise et de Chambon-sur-Cisse, le tramway passant sur l'allée de Coulanges.
Quant aux guerres du XXe siècle, Molineuf n'a pas été occupée ni attaquée mais la mobilisation générale laissera 25 Molinotiots morts pour la France à la suite de la Première Guerre mondiale (alors que le village ne comptait alors 500 hab), et 7 après la Seconde. Cependant, un avion américain (modèle P-47D) se crashe le 15 juillet 1944 à la lisière de la forêt de Blois. Des nos jours, une stèle y commémore cet accident du pilote Robert E. Jenkins, soldat du 56e Groupe d'Opérations de la US Air Force, au rôle actif dans la libération de la France.

### Depuis 2016
En 2016, Molineuf a fusionné avec Orchaise pour former la commune nouvelle de Valencisse, à laquelle s'est également joint Chambon-sur-Cisse l'année suivante.
Depuis 2022, une voie verte longe la RD 766 à travers la forêt de Blois, connectant ainsi la commune déléguée de Molineuf au réseau cyclable de la communauté d'agglomération de Blois.

## Politique et administration

### Liste des maires
| Période                                  | Période       | Identité           | Étiquette   | Qualité |
| ---------------------------------------- | ------------- | ------------------ | ----------- | ------- |
| Les données manquantes sont à compléter. |               |                    |             |         |
| avant 1981                               | ?             | Robert Terrien     |             |         |
| mars 2001                                | 2008          | Marc Cassy         | Indépendant |         |
| mars 2008                                | décembre 2015 | Jean-Yves Guellier |             |         |

Depuis 2016 et la création de Valencisse, le maire élu à Molineuf est maire délégué au maire de la commune nouvelle.
| Période                                  | Période  | Identité           | Étiquette | Qualité |
| ---------------------------------------- | -------- | ------------------ | --------- | ------- |
| Les données manquantes sont à compléter. |          |                    |           |         |
| janvier 2016                             | mai 2020 | Jean-Yves Guellier |           |         |
| mai 2020                                 | mai 2026 | Christine Pavy     |           |         |

## Population et société

### Démographie
L'évolution du nombre d'habitants est connue à travers les recensements de la population effectués dans la commune depuis 1793. À partir du 1er janvier 2009, les populations légales des communes sont publiées annuellement dans le cadre d'un recensement qui repose désormais sur une collecte d'information annuelle, concernant successivement tous les territoires communaux au cours d'une période de cinq ans. 
Pour les communes de moins de 10 000 habitants, une enquête de recensement portant sur toute la population est réalisée tous les cinq ans, les populations légales des années intermédiaires étant quant à elles estimées par interpolation ou extrapolation. Pour la commune, le premier recensement exhaustif entrant dans le cadre du nouveau dispositif a été réalisé en 2008,.
En 2013, la commune comptait 784 habitants, en évolution de −2 % par rapport à 2008 (Loir-et-Cher : +1,74 %, France hors Mayotte : +2,49 %).
| 1793 | 1800 | 1806 | 1821 | 1831 | 1836 | 1841 | 1846 | 1851 |
| ---- | ---- | ---- | ---- | ---- | ---- | ---- | ---- | ---- |
| 507  | 539  | 460  | 474  | 529  | 548  | 525  | 516  | 528  |

| 1856 | 1861 | 1866 | 1872 | 1876 | 1881 | 1886 | 1891 | 1896 |
| ---- | ---- | ---- | ---- | ---- | ---- | ---- | ---- | ---- |
| 515  | 553  | 560  | 519  | 540  | 523  | 551  | 568  | 558  |

| 1901 | 1906 | 1911 | 1921 | 1926 | 1931 | 1936 | 1946 | 1954 |
| ---- | ---- | ---- | ---- | ---- | ---- | ---- | ---- | ---- |
| 503  | 483  | 482  | 450  | 405  | 405  | 407  | 410  | 428  |

| 1962 | 1968 | 1975 | 1982 | 1990 | 1999 | 2008 | 2013 | - |
| ---- | ---- | ---- | ---- | ---- | ---- | ---- | ---- | - |
| 368  | 409  | 552  | 776  | 810  | 801  | 800  | 784  | - |

### Pyramide des âges
La population de la commune est relativement âgée. Le taux de personnes d'un âge supérieur à 60 ans (27,2 %) est en effet supérieur au taux national (21,6 %) et au taux départemental (26,3 %).
À l'instar des répartitions nationale et départementale, la population féminine de la commune est supérieure à la population masculine. Le taux (51,2 %) est du même ordre de grandeur que le taux national (51,6 %).
La répartition de la population de la commune par tranches d'âge est, en 2007, la suivante :
- 48,8 % d'hommes (0 à 14 ans = 16,7 %, 15 à 29 ans = 12,1 %, 30 à 44 ans = 17,9 %, 45 à 59 ans = 25,4 %, plus de 60 ans = 28 %) ;
- 51,2 % de femmes (0 à 14 ans = 19,5 %, 15 à 29 ans = 11 %, 30 à 44 ans = 19,3 %, 45 à 59 ans = 23,7 %, plus de 60 ans = 26,5 %).

| Hommes | Classe d’âge | Femmes |
| ------ | ------------ | ------ |
| 0,3    | 90 ans ou +  | 0,0    |
| 5,4    | 75 à 89 ans  | 5,3    |
| 22,3   | 60 à 74 ans  | 21,2   |
| 25,4   | 45 à 59 ans  | 23,7   |
| 17,9   | 30 à 44 ans  | 19,3   |
| 12,1   | 15 à 29 ans  | 11,0   |
| 16,7   | 0 à 14 ans   | 19,5   |

| Hommes | Classe d’âge | Femmes |
| ------ | ------------ | ------ |
| 0,6    | 90 ans ou +  | 1,6    |
| 8,3    | 75 à 89 ans  | 11,5   |
| 14,8   | 60 à 74 ans  | 15,7   |
| 21,4   | 45 à 59 ans  | 20,6   |
| 20,3   | 30 à 44 ans  | 19,2   |
| 16,2   | 15 à 29 ans  | 14,7   |
| 18,5   | 0 à 14 ans   | 16,7   |

### Festivités
La commune de Molineuf est réputée pour organiser chaque 15 août depuis 1966 son bric-à-brac, l'un des plus grands de la région Centre-Val de Loire.

## Culture locale et patrimoine

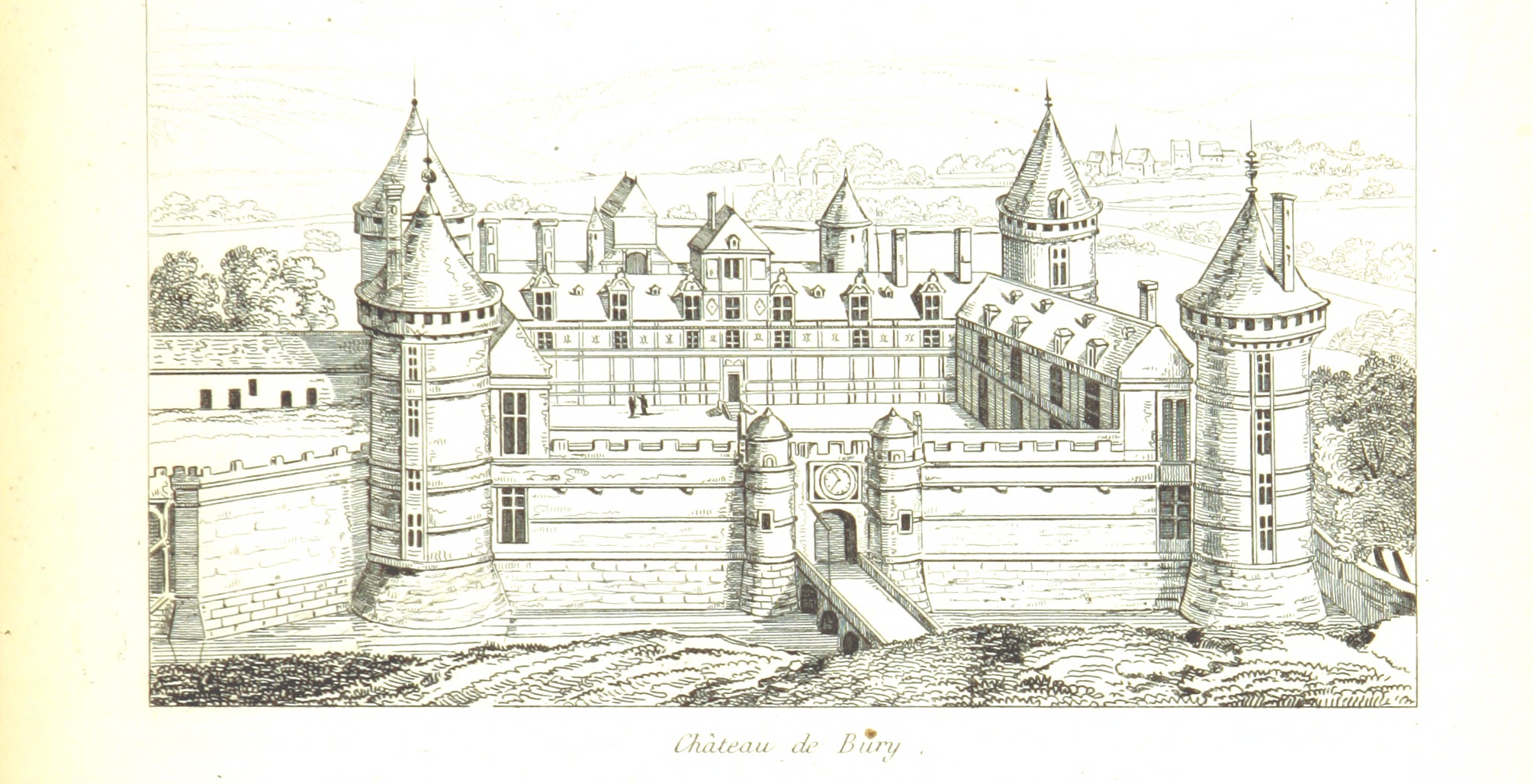
Le château de Bury en 1839.

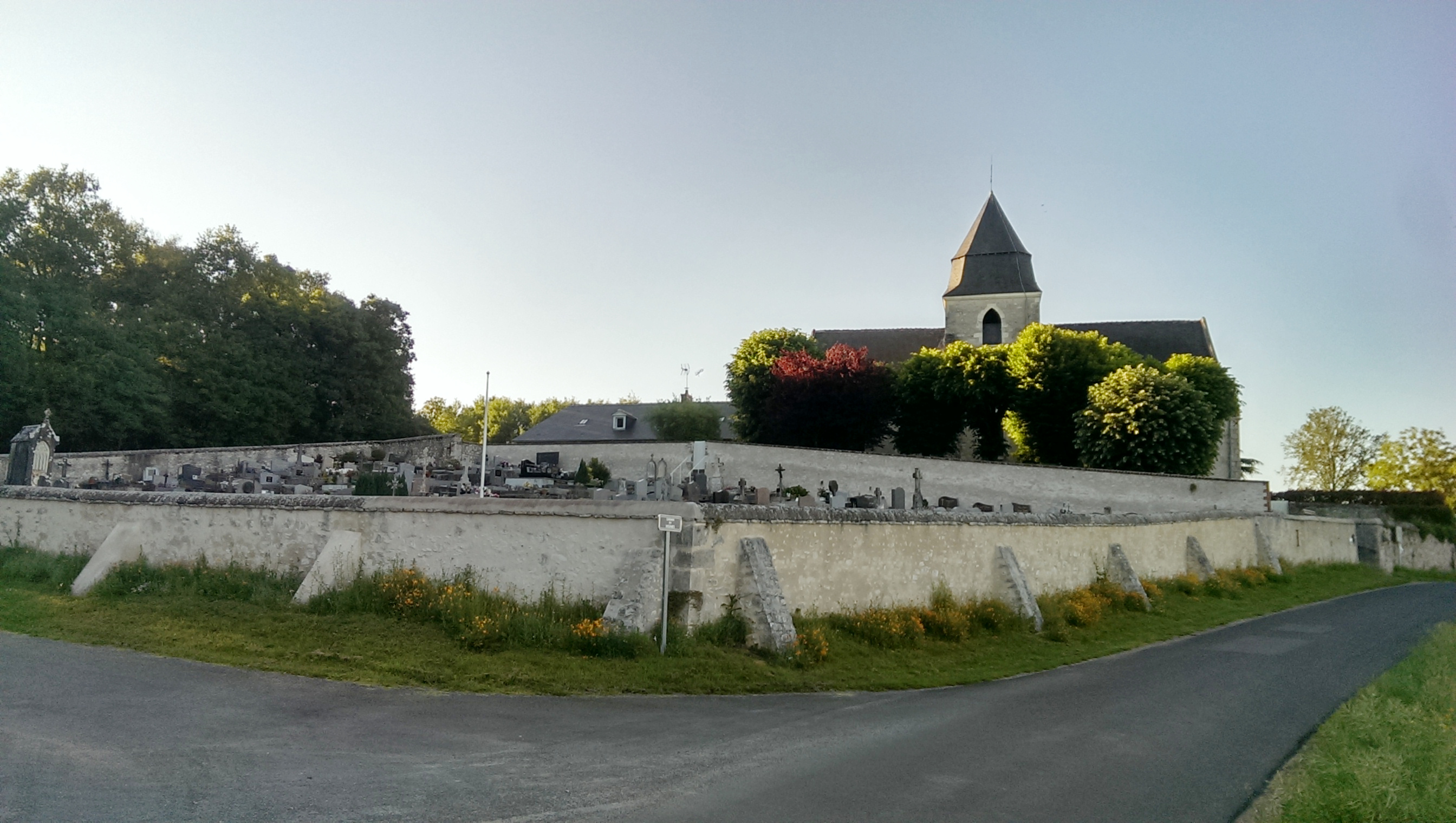
L'église Saint-Secondin et le cimetière.

### Lieux et monuments
- Vestiges du château de Bury,  Inscrit MH (1926, Les vestiges du château)[22].
- Église paroissiale Saint-Secondin, XIIe siècle,  Inscrite MH ( 2008, L'église en totalité)[23],[24].
- La ferme des oliviers, un refuge pour animaux européens et exotiques.

### Voies
| 42 odonymes recensés à Molineuf au 2 mars 2014              | 42 odonymes recensés à Molineuf au 2 mars 2014 | 42 odonymes recensés à Molineuf au 2 mars 2014 | 42 odonymes recensés à Molineuf au 2 mars 2014 | 42 odonymes recensés à Molineuf au 2 mars 2014 | 42 odonymes recensés à Molineuf au 2 mars 2014 | 42 odonymes recensés à Molineuf au 2 mars 2014 | 42 odonymes recensés à Molineuf au 2 mars 2014 | 42 odonymes recensés à Molineuf au 2 mars 2014 | 42 odonymes recensés à Molineuf au 2 mars 2014 | 42 odonymes recensés à Molineuf au 2 mars 2014 | 42 odonymes recensés à Molineuf au 2 mars 2014 | 42 odonymes recensés à Molineuf au 2 mars 2014 | 42 odonymes recensés à Molineuf au 2 mars 2014 | 42 odonymes recensés à Molineuf au 2 mars 2014 | 42 odonymes recensés à Molineuf au 2 mars 2014 |
| Allée                                                       | Avenue                                         | Bld                                            | Chemin                                         | Clos                                           | Impasse                                        | Montée                                         | Passage                                        | Place                                          | Promenade                                      | Route                                          | Rue                                            | Ruelle                                         | Sentier                                        | Autres                                         | Total                                          |
| ----------------------------------------------------------- | ---------------------------------------------- | ---------------------------------------------- | ---------------------------------------------- | ---------------------------------------------- | ---------------------------------------------- | ---------------------------------------------- | ---------------------------------------------- | ---------------------------------------------- | ---------------------------------------------- | ---------------------------------------------- | ---------------------------------------------- | ---------------------------------------------- | ---------------------------------------------- | ---------------------------------------------- | ---------------------------------------------- |
| 0                                                           | 1                                              | 0                                              | 24                                             | 0                                              | 2                                              | 0                                              | 0                                              | 0                                              | 0                                              | 2                                              | 5                                              | 0                                              | 0                                              | 8                                              | 42                                             |
| Notes « N »                                                 | Notes « N »                                    | 1. 2. 3. 4. 5. 6.                              | 1. 2. 3. 4. 5. 6.                              | 1. 2. 3. 4. 5. 6.                              | 1. 2. 3. 4. 5. 6.                              | 1. 2. 3. 4. 5. 6.                              | 1. 2. 3. 4. 5. 6.                              | 1. 2. 3. 4. 5. 6.                              | 1. 2. 3. 4. 5. 6.                              | 1. 2. 3. 4. 5. 6.                              | 1. 2. 3. 4. 5. 6.                              | 1. 2. 3. 4. 5. 6.                              | 1. 2. 3. 4. 5. 6.                              | 1. 2. 3. 4. 5. 6.                              | 1. 2. 3. 4. 5. 6.                              |
| Sources : rue-ville.info & perche-gouet.net & OpenStreetMap |                                                |                                                |                                                |                                                |                                                |                                                |                                                |                                                |                                                |                                                |                                                |                                                |                                                |                                                |                                                |